# Buczek południowoafrykański
Buczek południowoafrykański, żaba byk, żaba olbrzymia  (Pyxicephalus adspersus) – gatunek płaza bezogonowego z rodziny Pyxicephalidae. Występuje w południowej i wschodniej Afryce.

## Występowanie
Zasięg występowania buczka południowoafrykańskiego obejmuje następujące kraje: Angola, Botswana, Kenia, Malawi, Mozambik, Namibia, RPA, Eswatini, Tanzania, Zambia, Zimbabwe, a być może również Demokratyczna Republika Konga.
Naturalne siedlisko tego zwierzęcia tworzą suche i wilgotne sawanny, zarośla suche podzwrotnikowe bądź zwrotnikowe, wysychające słodkowodne mokradła, grunty orne, pastwiska, kanały i rowy.

## Morfologia
To duży płaz bezogonowy. Samiec waży 1,4 kg, może jednak przekroczyć nawet 2 kg. Samice są o połowę mniejsze, co stanowi wyjątek wśród Anura, jako że u większości płazów to samice są większe od przedstawicieli płci męskiej. Samce osiągać mogą 23 cm długości, osobniki płci żeńskiej są dużo mniejsze.

## Pożywienie

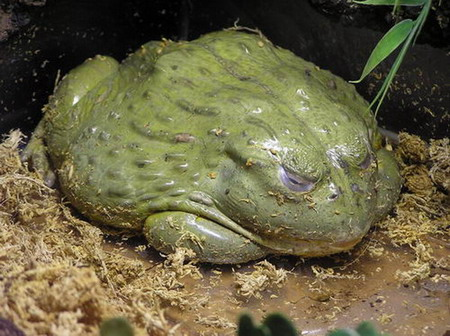

Buczek południowoafrykański jest żarłocznym mięsożercą. Spożywa owady, niewielkie gryzonie, gady, małe ptaki i inne płazy. Wykazuje kanibalizm. Samce tego gatunku znane są z okazjonalnego zjadania pilnowanych przez siebie kijanek. Buczek południowoafrykański trzymany w ogrodzie zoologicznym w Pretorii (RPA) pożarł podczas jednego posiłku 17 młodych węży Hemachatus haemachatus, nie wykazując przy tym żadnych skutków ze strony ich jadu.

## Rozmnażanie
Rozród rozpoczyna się po obfitych deszczach (65 mm deszczu przez ostatni dzień-dwa). Buczek rozmnaża się w płytkich, istniejących tylko czasowo zbiornikach wodnych, jak stawy, rowy. Jaja składane są na płytkim brzegu zbiornika, zapłodnienie przebiega jednak nad poziomem wody. 
Samce nawołują podczas pory deszczowej. Wydawany przez nie odgłos trwa około sekundy, opisuje się go jako głęboki, niski okrzyk. Samce stosują dwie strategie rozrodcze. Ich wybór zależy od wieku osobnika. Młodsze gromadzą się na niewielkim obszarze, nawet 1–2 m² płytkiej wody. Większe samce zajmują centrum terenów rozrodczych, stosują strategię typu lek. Odganiają inne samce. Często walczą ze sobą, co prowadzi do urazów, a nawet śmierci oponenta. Dominujący osobnik stara się nie dopuścić innych osobników do rozrodu. Samica zbliża się do grup samców, podpływając do nich na powierzchni, póki nie zbliży się do grupy na odległość kilku metrów. Wtedy nurkuje, by ominąć mniejsze samce, a wynurza się na obszarze bronionym przez dużego osobnika, w środku grupy. Dzięki temu zapewnia sobie rozród z udziałem dominującego buczka. 
Samica składa jednorazowo 3000–4000 jaj. Wylęgają się z nich kijanki, które po dwóch dniach zaczynają żywić się roślinnością, małymi rybami, bezkręgowcami i swymi pobratymcami. Samce pilnują ich. Metamorfozę larwy przechodzą w ciągu 3 tygodni. W tym czasie ich ojciec chroni je. Drapie i gryzie wszystko, co zdaje się stwarzać zagrożenie. Jeśli zbiornik wodny grozi wyschnięciem, ojciec wykorzystuje swe tylne kończyny i głowę, by wykopać kanał z wysychającego zbiornika do innego, większego. Kontynuuje straż nad kijankami, nim będą potrafiły same zatroszczyć się o siebie, aczkolwiek może też pożreć część z nich.

## W niewoli
Buczek południowoafrykański stanowi w wielu krajach egzotyczne zwierzę domowe. Prawo wielu państw nie zabrania trzymania tej żaby. Sprzedawane żaby byki to ogólnie osobniki wyrosłe na wolności. W niewoli zwierzę dożywa 35 lat i więcej.